# Ronald Lockwood
Ronald „Ron“ Lockwood (* um 1930) ist ein englischer Badmintonspieler. 

## Karriere
Ronald Lockwood siegte 1956 bei den Middlesex Championships und 1958 bei den London Championships. 1958 war er auch bei den Belgian International und den Surrey Championships erfolgreich. 1959 gewann er die Irish Open, 1960 die Scottish Open und 1961 noch einmal die Irish Open.

## Sportliche Erfolge
| Saison | Veranstaltung           | Disziplin    | Platz | Name                                |
| ------ | ----------------------- | ------------ | ----- | ----------------------------------- |
| 1956   | Middlesex Championships | Herreneinzel | 1     | Ronald Lockwood                     |
| 1958   | London Championships    | Herrendoppel | 1     | Ronald Lockwood / Dick Hashman      |
| 1958   | Belgian International   | Herrendoppel | 1     | Hugh Findlay / Ronald Lockwood      |
| 1958   | Surrey Championships    | Mixed        | 1     | Ronald Lockwood / Barbara Carpenter |
| 1959   | Irish Open              | Herrendoppel | 1     | Tony Jordan / Ronald Lockwood       |
| 1960   | Scottish Open           | Herrendoppel | 1     | Hugh Findlay / Ronald Lockwood      |
| 1961   | Irish Open              | Herrendoppel | 1     | Hugh Findlay / Ronald Lockwood      |